# 八仙綵

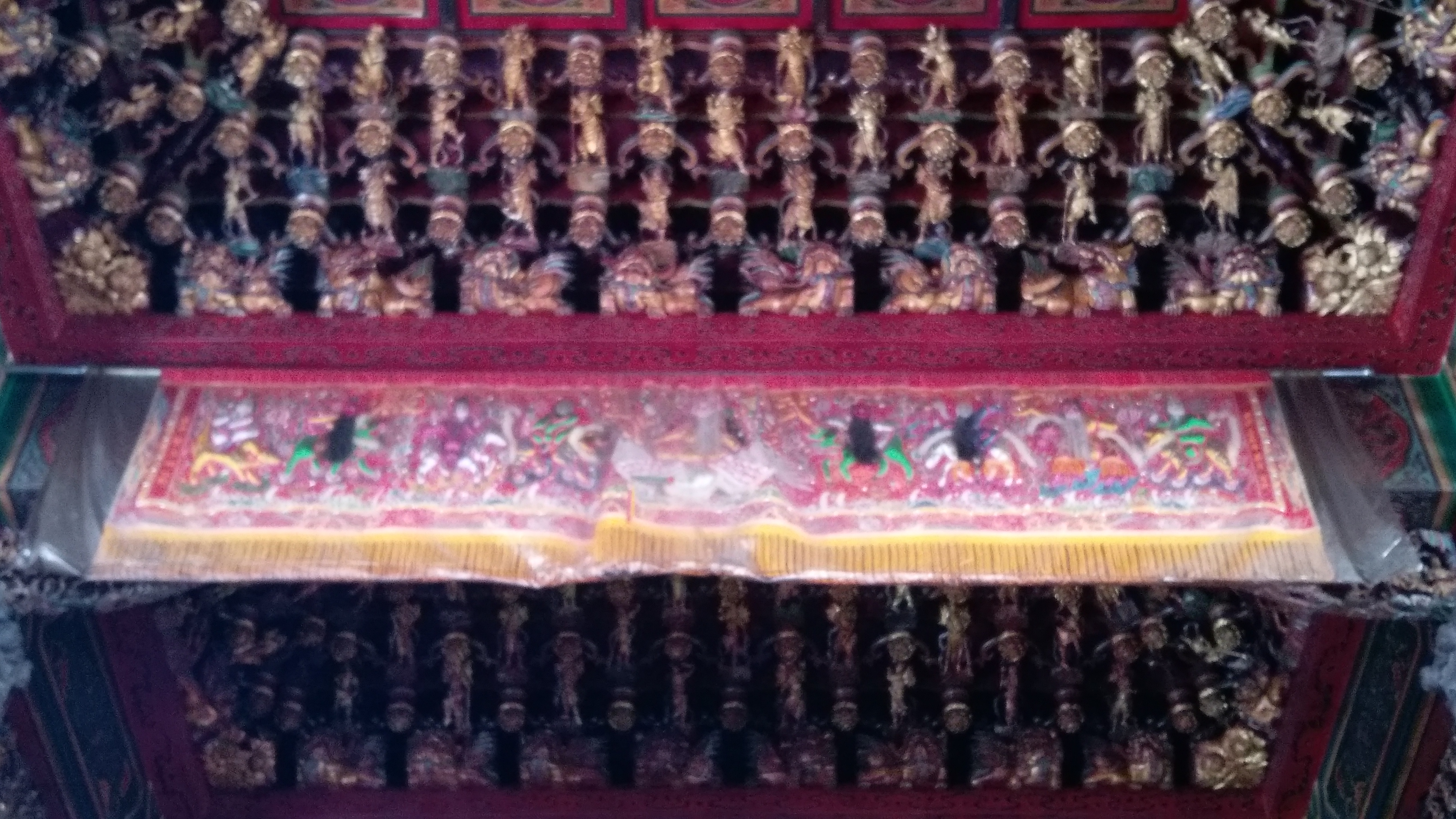
廟宇懸掛的八仙綵

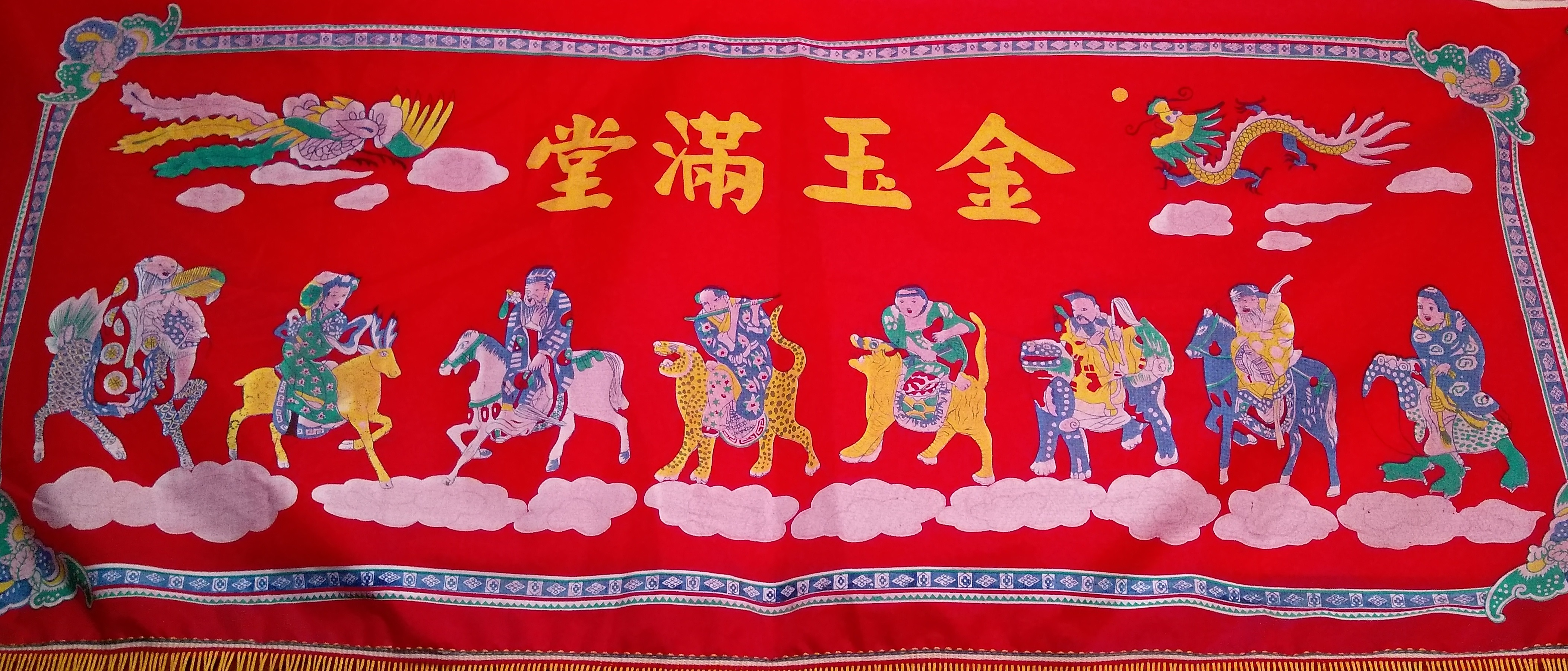
古早紙貼八仙彩

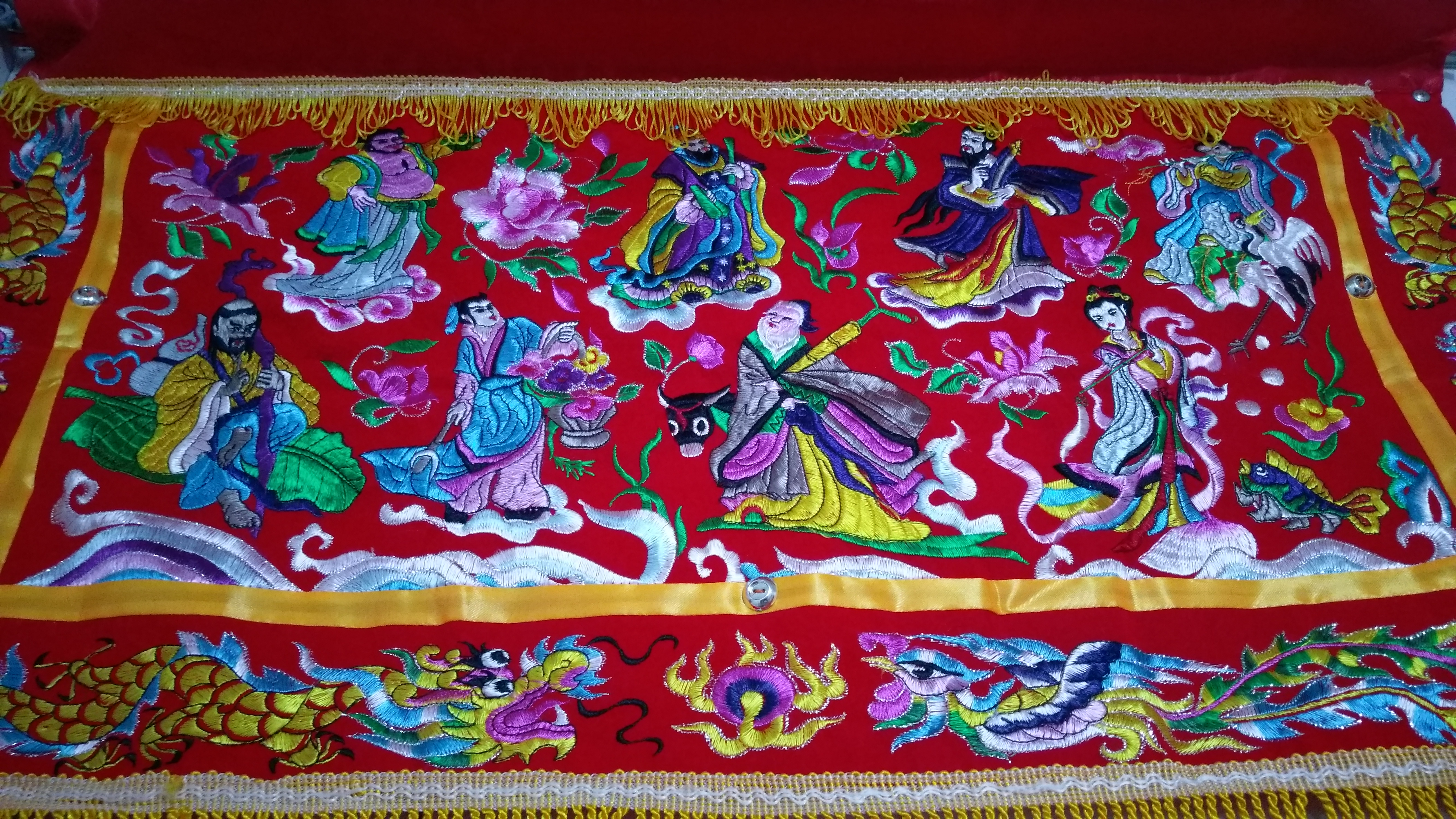
八仙綵上繡的八大神仙

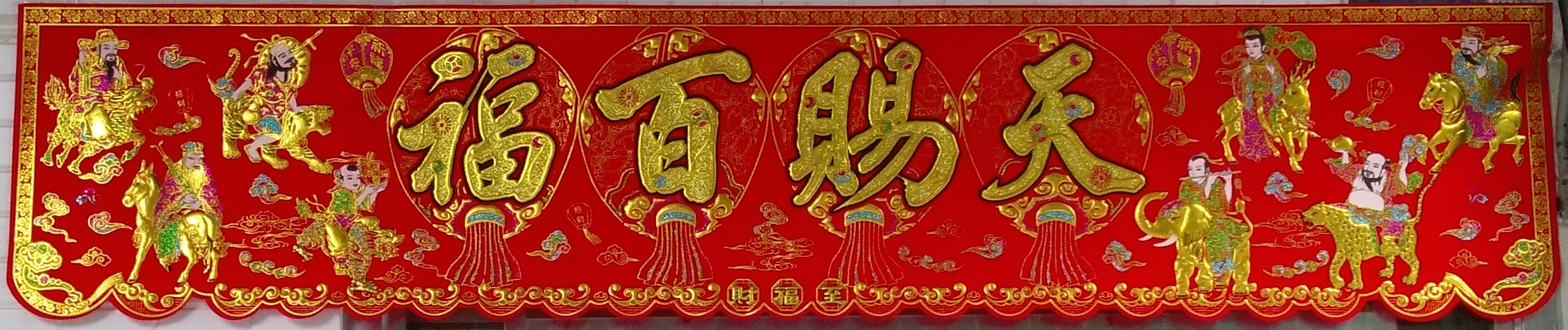
絨布春聯式的八仙綵

八仙綵，是以八仙圖案為主題的長方形繡布。八仙綵中的「綵」字意指五彩的絲織品，常用來「趨吉避邪」或取其「張燈結綵」之意。八仙綵上所繡的八繡賀壽圖象徵八仙的降臨與慶賀。嫁娶、新居入厝、喜慶神誕時都會懸掛八仙綵；八仙綵除了避邪和慶賀的意義外，還有象徵儀式性的意義，八仙齊聚一同慶賀，如同傳統戲劇的扮仙的吉慶意義。
八仙綵底色以紅色為主，搭配蓮花、如意、龍鳳、喜鵲、蝙蝠等，具有祝福意象的圖案，以及八仙的法器蒲扇、葫蘆、花籃、荷花、寶劍、竹笛、魚鼓、玉板，表示八仙的神通賜福來除災趨祥。八仙綵上的八仙也代表了民眾心中的祈願「福、祿、壽、喜、財、子、健康、智慧」。
舊的八仙綵在歲末年終除舊佈新時，擇吉日祭祀後將其燒化，再懸掛上新的八仙綵。

## 起源
八仙綵起源並無正式的文獻記載，民間流傳某天八仙下凡到人間，來到以湘繡聞名的村莊，偶然遇見一位女藝師，正在製作一幅以神仙為主題的繡畫。於是這位女藝師將八仙的身影繡成一幅生動的八仙圖，從此八仙圖成為湘繡中的名品。
《事物原會》裡有一段解說：「張、韓、呂、何、曹、漢、藍、李，為老、幼、男、女、富、貴、貧、賤」，八仙包含人生各種樣貌，不論階級、性別與年紀，只要緣分具足者，終能昇天成仙。